# Abbaye de Tamié (marque fromagère)
Pour les articles homonymes, voir Tamié.
Abbaye de Tamié est une marque commerciale française exploitée pour identifier un fromage au lait cru fabriqué par les moines trappistes au sein de l'abbaye Notre-Dame de Tamié. Cette marque appartient à la Fromagerie de Tamié, Société par actions simplifiée à 72  Plancherine (Siren 075 620 161)  dans le massif des Bauges, en Savoie (France).

## Histoire
Il existait une activité de production fermière de lait et de fromage au sein de cette abbaye mais celle-ci a cessé à la Révolution française et la grande majorité du savoir-faire agricole a ainsi été perdu. 
Au XIXe siècle, les moines de cette abbaye ont démarré une nouvelle activité de petite industrie fromagère qui a débouché sur la fabrication et la commercialisation des produits laitiers actuels. 

## Présentation
Ce fromage est de forme circulaire, pesant 1,500 kg environ et qui contient 51 % de matière grasse. Sa pâte est pressée non cuite à base de lait cru de vache, et entier, ce qui lui donne une consistance plutôt molle. On le reconnaît facilement à la couleur de sa croûte orangée recouverte d'un fin duvet blanc,.

## Provenances des produits agricoles et additifs employés

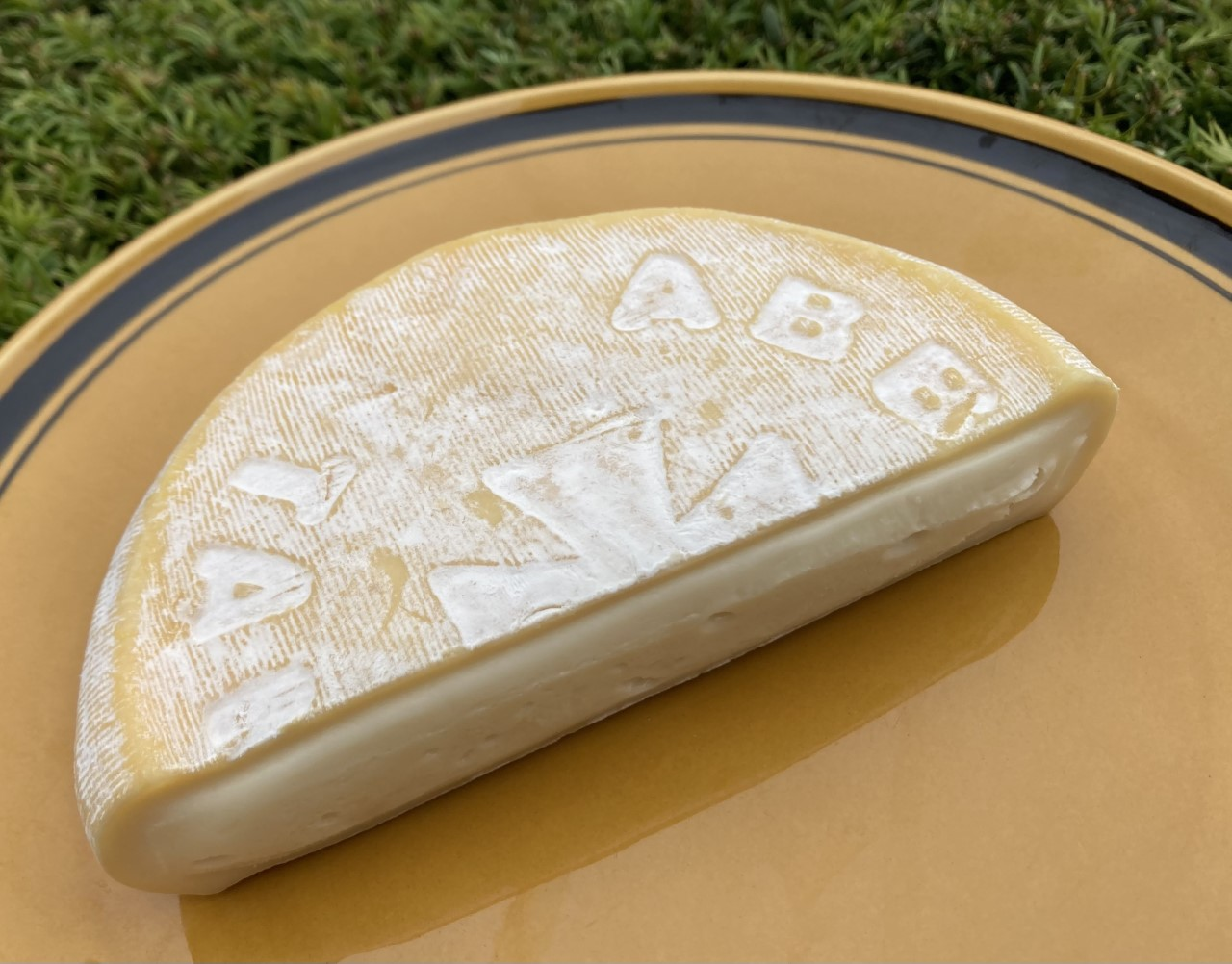
Part de fromage Abbaye de Tamié.

La communauté achète les laits crus réfrigérés d'une dizaine de familles d'agriculteurs du vallon de Tamié. Chaque jour, le camion de la laiterie de l'abbaye collecte environ 4 tonnes de lait dans les fermes de ces derniers permettant ainsi aux moines de les transformer en 400 kg de fromage ainsi qu'un peu de beurre.
 Composition du fromage :
- Lait cru de vache ;
- Chlorure de calcium ;
- Ferments lactiques indigènes ;
- Présure ;
- Sel

## Transformation des laits en fromage
Pour son affinage, il va passer 4 semaines dans les caves humides de l'abbaye,.

## Commercialisation

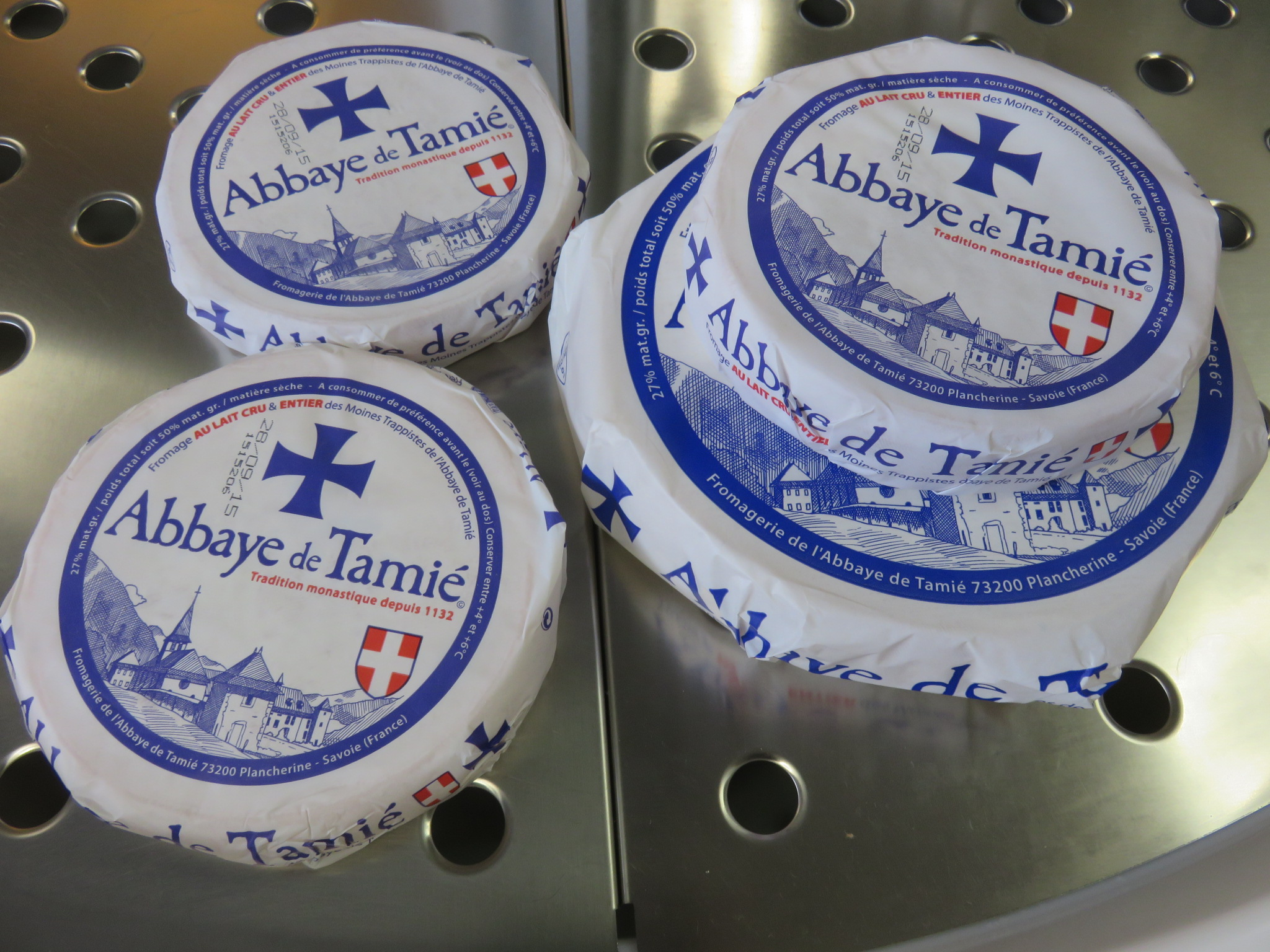
Fromage Abbaye de Tamié : deux déclinaisons existantes.

Le fromage de marque Abbaye de Tamié est commercialisé sous deux formes : 
- Abbaye de Tamié Le Véritable, (1,4 à 1,5 kg), proposé entier ou à la coupe,
- Abbaye de Tamié Le Petit, (500 à 600 g), proposé entier.

## Consommation
Le fromage a un goût de lait assez prononcé, qui s'affirme encore une fois affiné.